# カール大帝
カール大帝（独: Karl der Große）、またはシャルルマーニュ（仏: Charlemagne）（742年?/747年?/748年? 4月2日 - 814年1月28日）は、フランク国王（在位：768年 - 814年）。カロリング朝における初代ローマ皇帝（在位：800年 - 814年）として、ローマ教皇レオ3世より帝冠を受けた。
ドイツおよびフランスの始祖的英雄と見なされるため、（神聖）ローマ皇帝としてカール1世（独）・フランス国王としてシャルル1世（仏）と称される。ドイツ語読みとフランス語読みを共に避けて英語読みのチャールズ大帝（英: Charles the Great）という表記が用いられることもある。
カロリング朝を開いたピピン3世（小ピピン）の子。768年に弟のカールマンとの共同統治としてカール大帝の治世は始まり、カールマンが771年に早世したのちカールは43年間、70歳すぎで死去するまで単独の国王として長く君臨した。カールは全方向に出兵して領土を広げ、フランク王国の最盛期を現出させた。800年にはローマ教皇レオ3世によって東ローマ皇帝コンスタンティノス6世の後継者として帝冠を授けられた。帝都コンスタンティノープル（東ローマ帝国）はカールの皇帝位を承認しない代わりにフランク人の皇帝だとは認め、ギリシャと正教の西方への権威を事実上放棄した。こうして古典ローマ、カトリック、ゲルマン文化の融合を体現したカール大帝は、中世以降のキリスト教ヨーロッパの王国の太祖として扱われており、「ヨーロッパの父」とも呼ばれる。カール大帝の死後843年にヴェルダン条約でフランク王国は分裂し、のちに神聖ローマ帝国・フランス王国・ベネルクス・アルプスからイタリアの国々が誕生した。1165年、神聖ローマ皇帝フリードリヒ1世の尽力によりカール大帝は列聖された。

## 生涯・事績

### 出生について
カールはピピン3世の長男として生まれたが、その出生について詳しいことは分かっていない。カールに仕えて「カール大帝伝」を記したアインハルトは、「カールの出生については公表されておらず、もはやそれを知るものも残っておらず、それを書き記すことは不適切だ」としてカールの出生について沈黙している。カールの生年は一般には742年であると考えられているが、父ピピン3世と正妻ベルトレドの結婚は744年以降と考えられており、カールが姻前子であったかベルトレド以外の女性から産まれた子であった可能性が考えられる。佐藤彰一は、アインハルトがカールの出生について書き記さなかったのは、このことに議論が及ぶ事態を恐れたからではないかと推測している。一方、K.F.ヴェルナーやベッヒャーは「ペトーの年代記」に記された747年または748年をカールの正しい生年としている。この場合、ピピン3世とベルトレドの結婚年に744年説を採用すれば、前述の矛盾は解決されることとなる。もっとも、「フランク王国年代記」と「サン・ベルタン年代記」はピピン3世とベルトレドの結婚を748年または749年としており、この記述を採用する場合、やはりカールには私生子の疑惑がつきまとうこととなる。ベルトレドの子とされる弟カールマンとの不仲に、彼の出生の疑惑がかかわっていたかどうかは判然としない。出生地についても、アーヘンで生まれたとする説や、エルスタルで生まれたとする説があり定まってはいない。今日、「ラン（Laon）伯Heribertの娘」と記されるベルトラダ（ベルタ）は、「ブリタニアの王女」（Tochter des Königs von Britannien）であり、しかも一旦は、求婚の使者となったピピンの執事によってその娘に王妃の座をだまし取られたものの、最後には王妃となる伝説がある 。

### 即位まで
ピピン3世の子のうち、カール、カールマン、ギゼラの3人が成人し、男子であるカールとカールマンが後継者とされた。すでに751年にはピピン3世は主君だったメロヴィング朝のキルデリク3世から王位を簒奪してフランク国王に即位しており、また754年にローマ教皇ステファヌス2世がサン＝ドニ大聖堂まで赴いて塗油した際、ピピンは後継者であるカールとカールマンへの塗油も望み、これが実行されていた。768年にピピンが死去すると、フランクの相続法に従い王国は二分され、カールはアウストラシアとネウストリアを、カールマンはブルグント、プロヴァンス、ラングドックを手に入れたが、両者の間は不仲であったとされる。771年にカールマンが死去するとカールマンの妻であるゲルベルガは幼子とともにランゴバルド王国へと亡命し、カールはフランク全域の王となった。

### 外征と西ヨーロッパ世界の政治的統一

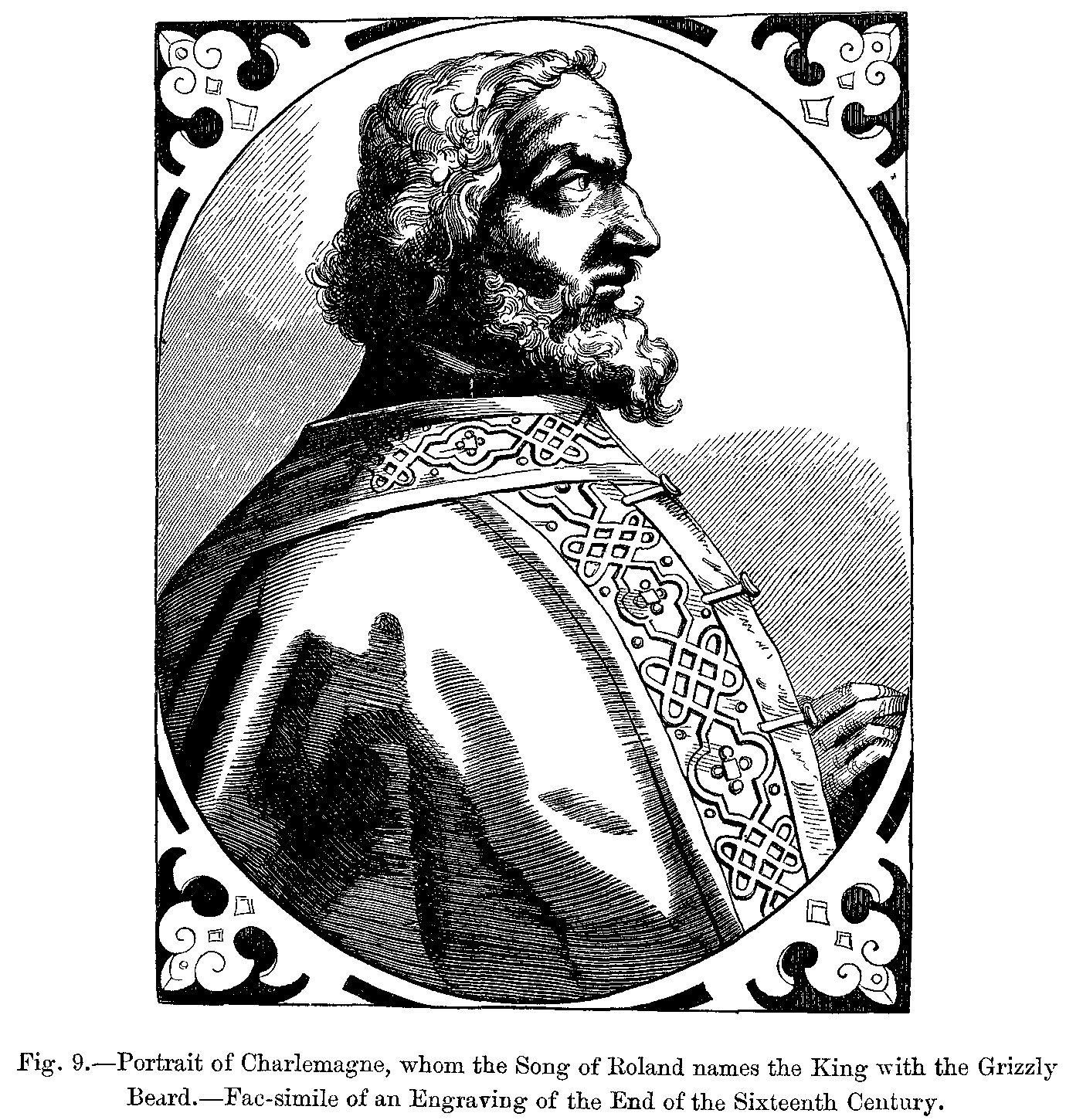
16世紀発行の『ローランの歌』におけるカールの肖像

カールの生涯の大半は征服行で占められていた。46年間の治世のあいだに53回もの軍事遠征をおこなっている。
父ピピン3世の死後、イタリアのランゴバルド王国の国王デシデリウスは王女をカールの妃としてフランク王国からの脅威を取り除き、ローマ教会への影響力を強めて勢力挽回を図ろうとした。770年、カールは王女と結婚したが、デシデリウスがローマへの攻撃を開始し、773年にローマ教皇ハドリアヌス1世がカールに援軍を要請するに至って、カールは義父デシデリウスと対決することに方針を定め、妃を追い返してアルプス山脈を越えイタリアに攻め込んだ（ランゴバルド戦役（de:Langobardenfeldzug））。翌774年にはランゴバルド王国の首都パヴィアを占領し、デシデリウスを捕虜として「鉄の王冠」を奪い、ポー川流域一帯の旧領を握ると、自らランゴバルド国王となって教皇領の保護者となった。さらに父の例にならって中部イタリアの地（以前のラヴェンナ総督府領）を教皇に寄進した。またカールは征服したランゴバルド領の各地にフランク系の貴族を伯として大量に送り込み、新領土の統治体制を固めた。これらの新領主は、やがてイタリアに土着し後世のイタリア貴族の多くの起源となった。

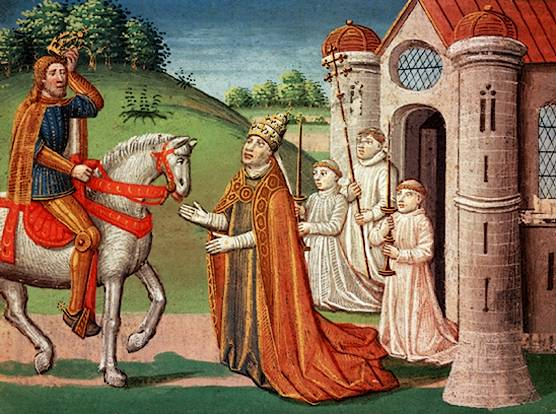
カール大帝とローマ教皇ハドリアヌス1世

772年には、ドイツ北部にいたゲルマン人の一派ザクセン族を服属させようとし、ザクセン戦争を開始。この戦争はカールが優勢のうちに進められたものの、ザクセン族は頑強に抵抗し、遠征は10回以上にも及んだ。785年には有力な指導者ヴィドゥキントを降伏させたものの抵抗は続き、結局完全にこれを服属させたのは戦争開始から32年後の804年のことであった。カールは戦後、抵抗する指導者を死刑や追放に処し、ザクセン族を帝国内に分散移住させ、代わりに征服地にフランク人を移住させるなどの方法で反抗をおさえた。これによって現在のエルベ川からエムス川にかけての広大な地域がフランク王国に服属することとなった。さらにその東に居住するスラヴ人たちもその多くが服属した。一方、ザクセンの征服によってその北に居住するデーン人との軍事的緊張が高まったが、カールの存命中は膠着状態が続いた。
778年、カールは後ウマイヤ朝に圧迫されたイベリア半島北部のムスリム勢力の救援依頼をイベリアへの勢力拡大の好機とみなしイベリア北部に遠征した。サラゴサのムスリム勢力を制圧して人質を出させたことで目的を達したと考えたカールは撤退をはじめた。その途上、ピレネー山脈越えに差し掛かった時、バスク人の襲撃を受けて大損害を受け、多数の兵士と将軍を失った（ロンスヴォーの戦い）。この戦いを題材にしたのが後に神話化され語り継がれた『ローランの歌』である。795年にはピレネー南麓にスペイン辺境領をおいた。またこのとき、スペインの後背地にあたり地元勢力の強かったアキテーヌをフランク人による直接支配の下に置くことを試み、息子のルートヴィヒ1世（ルイ1世）を王としたアキテーヌ王国を創設した。ほぼ同時代史料である『ルイ敬虔帝伝』によれば、カールはアキテーヌの完全掌握を目指してアキテーヌ全土の伯、修道院長の多くをフランク人から任命したという。801年にはフランク王国の支配地はバルセロナまで広がった（バルセロナ伯）。
北のフリース族とも戦い、西ではブルターニュを鎮圧して、東方ではドナウ川上流で半独立勢力となっていたバイエルン族を攻めて788年には大公タシロ3世を追いこれを征服するとともに、791年にはドナウ川中流のスラヴ人やパンノニア平原にいたアヴァールを討伐してアヴァール辺境領をおき、792年にはウィーンにペーター教会を建設している。アヴァールは、中央アジアに住んでいたアジア系遊牧民族でモンゴル系もしくはテュルク系ではないかと推定される。6世紀以降、東ローマ帝国やフランク王国をはじめとするヨーロッパ各地に侵入し、カール遠征後はマジャール人やスラヴ人に同化していったと考えられる。このときはアヴァール領の西部を制圧しただけであったが、カールは再度のアヴァール侵攻を計画し、その一環として793年にはドナウ川とライン川をつなぐ運河を計画した。796年に再度侵攻した際にはアヴァールの宮殿にまで到達して大規模な略奪を行い、これによってアヴァールは致命的な大打撃を受けて以後は衰退するばかりとなった。またこの勝利に伴い、フランク王国は東に大きく領土を広げ、パンノニア平原の中央部付近までを服属させた。

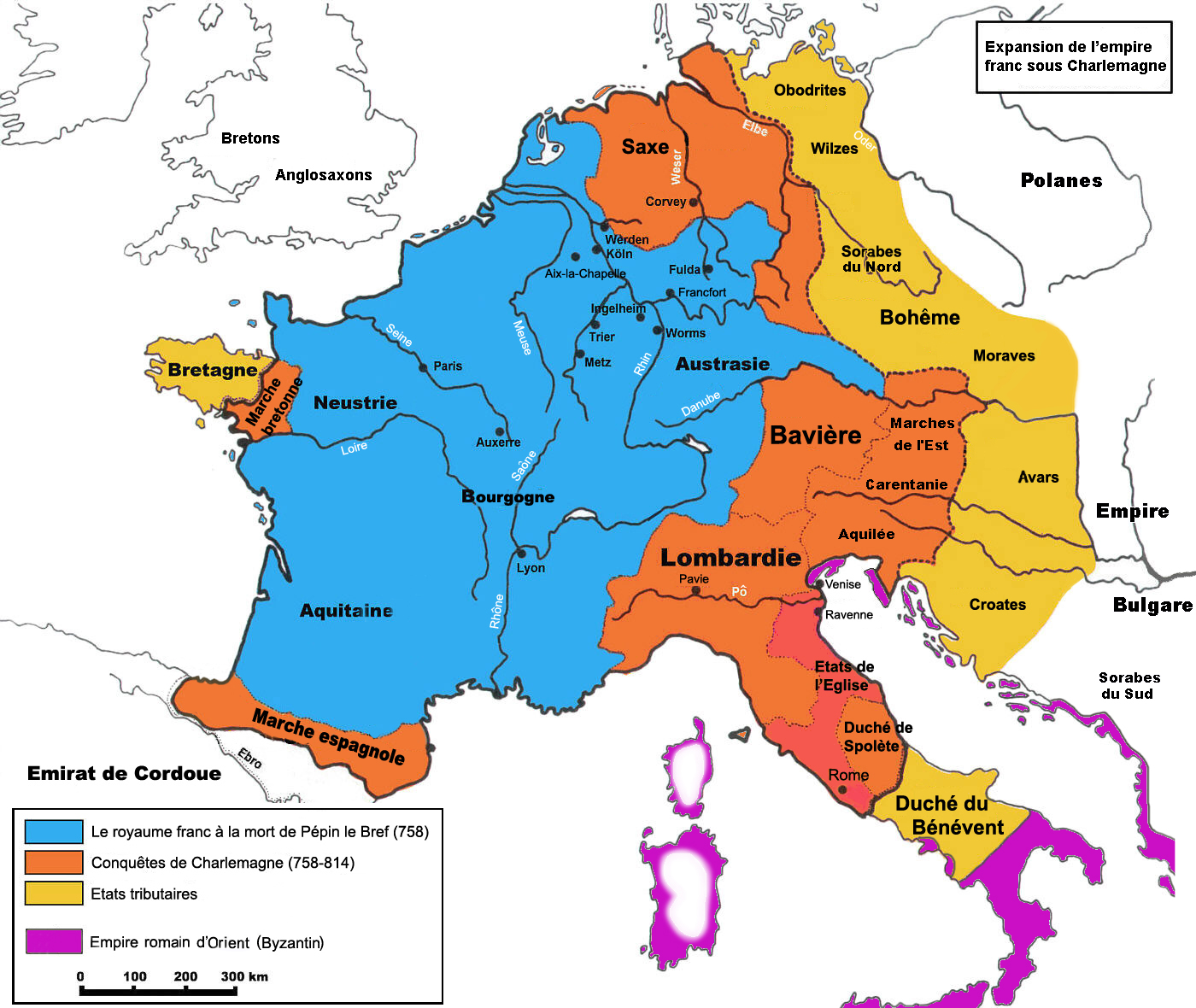
カール時代のフランク王国（青がカール即位時のフランク王国、赤橙がカールの獲得領、黄橙がカールの勢力範囲、紫は東ローマ帝国領）

結果としてカールの王国は現在のフランス、ベルギー、オランダ、ルクセンブルク、スイス、オーストリア、スロヴェニア、モナコ、サンマリノ、バチカン市国の全土と、ドイツ、スペイン、イタリア、チェコ、スロヴァキア、ハンガリー、クロアチアの各一部に広がった。このことによって、イギリス、アイルランド、イベリア半島、イタリア南端部をのぞく西ヨーロッパ世界の政治的統一を達成し、イングランド、デンマーク、スカンジナビア半島をのぞく全ゲルマン民族を支配してフランク王国は最盛期を迎えた。カールは、ゲルマン民族の大移動以来、混乱した西ヨーロッパ世界に安定をもたらしたのである。
カールは征服した各地に教会や修道院を建て、その付属の学校では古代ローマの学問やラテン語が研究された。また、フランク王国内の教会ではローマ式の典礼を採用し、重要な官職には聖職者をつけ、十分の一税の納入を徹底させた。さらに住民をキリスト教のアタナシウス派（カトリック教会）に改宗させてフランク化もおこなった。メロヴィング朝はもともと、広い領土を支配するために全国を伯領に分け、それぞれの伯領に「伯」（Comes、Graf）という長官を配置し、地元有力者を任命して軍事指揮権と行政権・司法権を与えていた。カロリング家はカール・マルテルの時代から各地の伯に自らの忠実な家臣を送り込む努力を続けていたが、カールの時代にはこれがさらに大規模化・徹底され、各地の伯にはカールの忠実な家臣が送り込まれた。こうして伯は地方有力者が就く職からカールの地方官僚としての性格が強くなった。また、これによって地方の独自性が薄れ、制度の平準化と地域間の人材交流が促された。こうした伯などの家臣たちは、カロリング朝の崩壊後も世襲的に勢力を蓄え、中世貴族や王族として権勢をふるうようになるものたちも多くいた。荘園経営の指針として荘園令を出したといわれる。さらに、伯の地方行政を監査するため、定期的に巡察使（ミッシ・ドミニ）を派遣するなど、フランク王国の中央集権化を試みている。
「カール大帝は巨大な所領群を王領地に併合したばかりではなく、管理と経営を改善しようとも努めた。彼は王領地について、また教会領についても一種の検地を実施させたが、それは史料のうえでは、教会領および国庫領検地小範例集「Brevium exempla ad res ecclesiasticas e fiscales describendas」とロルシュおよびクーアラエティアの王国土地台帳にみいだされる。カール大帝が王国領の管理を重視したことを示すきわめて印象深い例証は、御料地令「Capiturale de villis」である。その内容は、国庫領の管理と運営に関する非常に詳細な規定と弊害除去のための方策からなっている」。

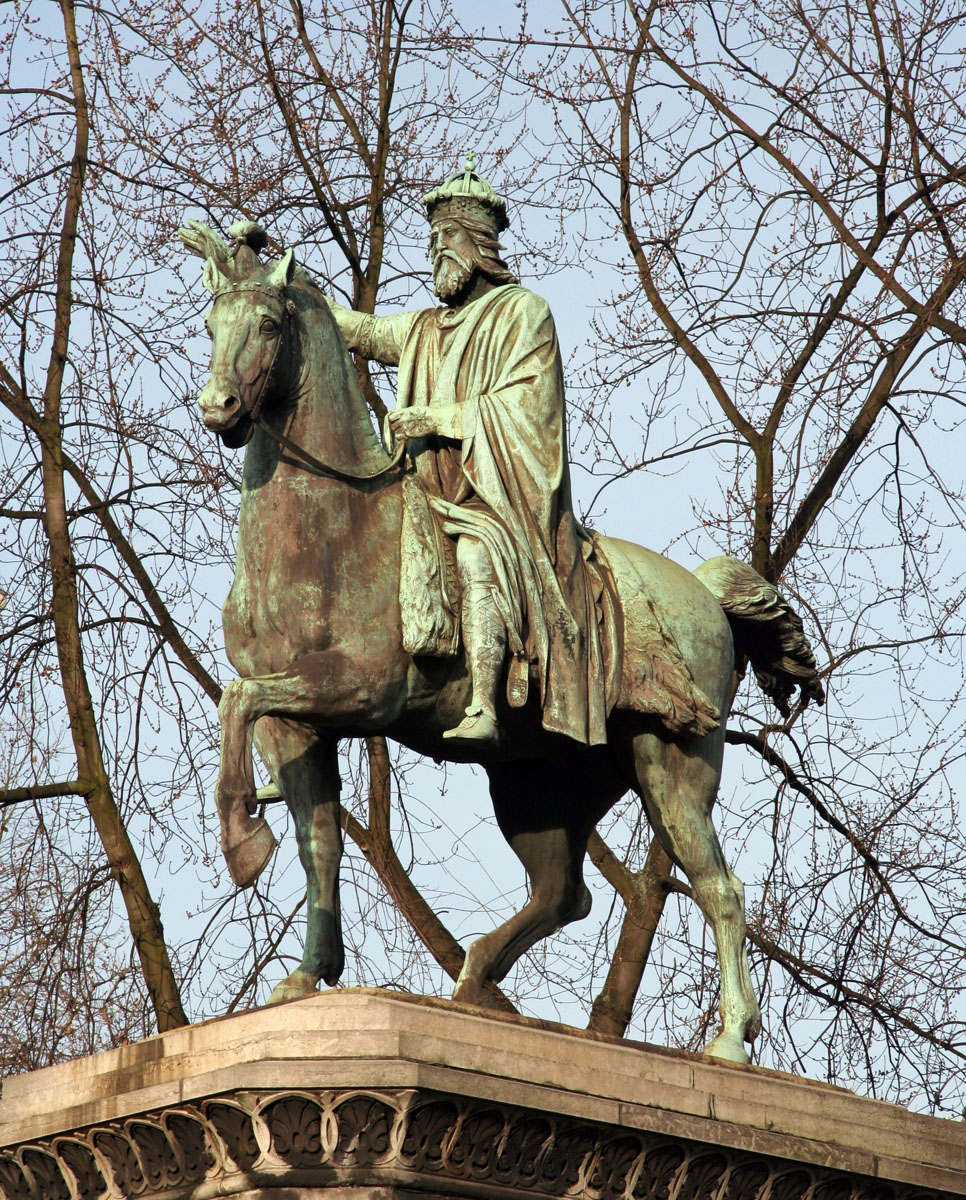
カール大帝像（ベルギー、リエージュ）

しかし征服されたとはいえ、ザクセン、バイエルンなどゲルマン諸部族には慣習的な部族法があり、カールのしばしば発した勅令にもかかわらず、王国の分権的傾向、社会の封建化の進行を完全に抑えることができなかった。カールの宮廷そのものが、1箇所に留まらずに常に国内を移動していた。主な宮廷は794年にアーヘンに築かれていたものの、アーヘンのほかインゲルハイムやネイメーヘンなどにも宮廷を築いた。それは、絶えず領内を移動して、王のカリスマ性を示し伯の忠誠心を保つため伯との接触を確保する必要があったからであり、また、道路の整備も不充分で、各地から食糧などの生活物資を宮廷まで運ぶ輸送手段がなかったためでもあった。父と共に遠征した南西フランスのアクイタニアでは土着貴族の勢力が強かったため、息子ルートヴィヒをその地の伝統にしたがって育て、まずはアクイタニアの王としたことにもカールが集権化に苦慮したことがあらわれている。他に道路を改修して交易を保護したり、銀を通貨とする貨幣制度を定めるなどの施策をおこなった。外交面では、東方の大国であるアッバース朝とは数度の使節を交換し、友好関係を保っている。

### カロリング・ルネサンス

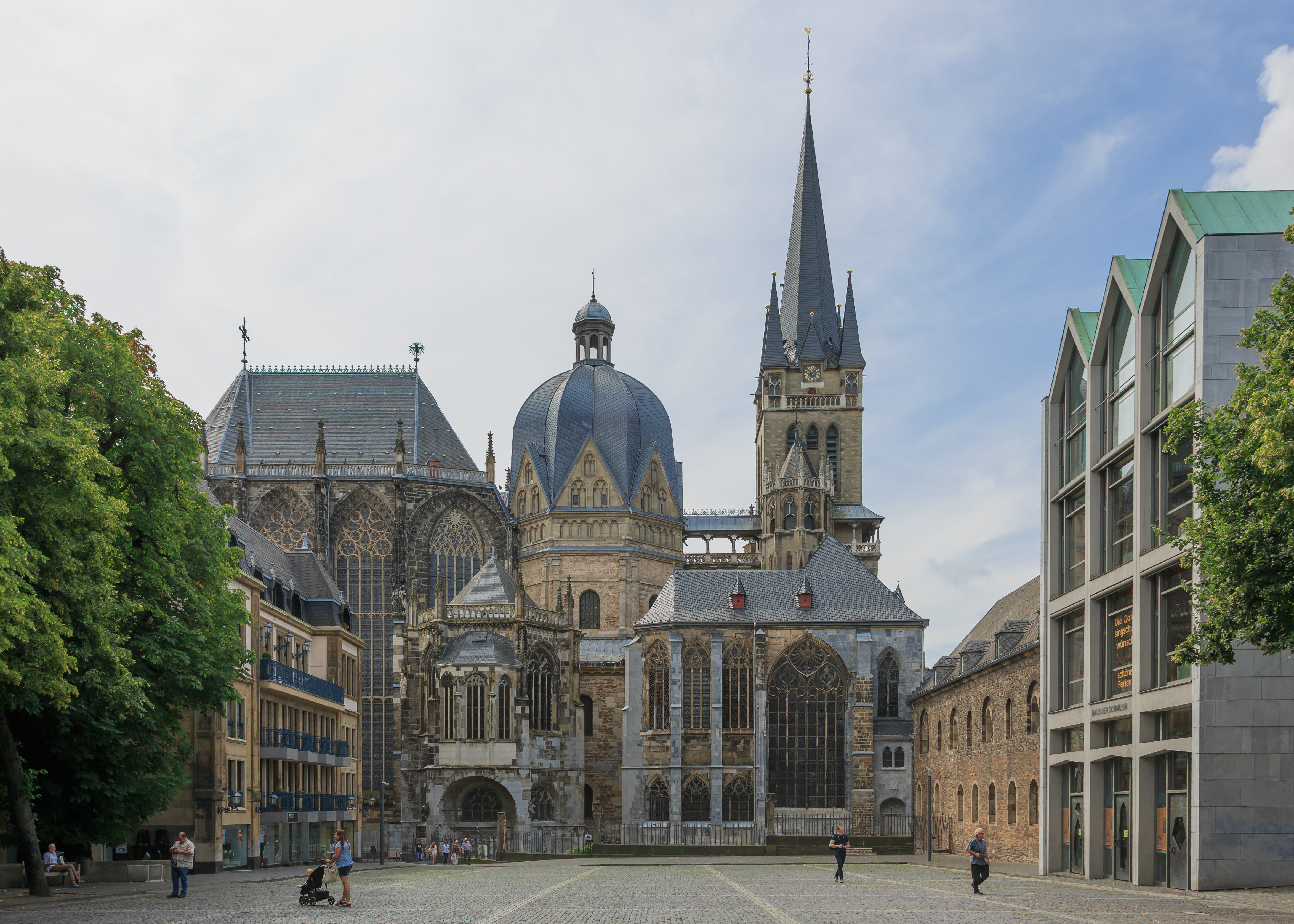
アーヘン大聖堂（ドイツ、ノルトライン＝ヴェストファーレン州）「皇帝の大聖堂」（Kaiserdom）とも呼称される。786年にカールが宮殿教会として建設を始めた。現在の大聖堂は805年完成の八角形の宮廷礼拝堂に1414年のゴシック様式の聖堂を併設したもの。1978年、世界遺産登録。

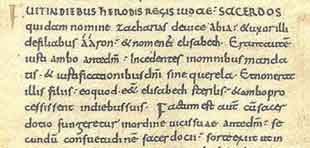
カロリング小文字体

内政においてカールは、アインハルト（エギンハルドゥス）やアングロ・サクソン人で宮廷付属学校の校長となったアルクィン（アルクィヌス）、スペインのテオドゥルフ、イタリアからはピサのペトルスやパウルス・ディアコヌスなど内外から高名な学者や知識人、修道士を宮廷に招聘し、一般にカロリング朝ルネサンスと呼ばれるラテン語の教育に基づく文化運動を企図した。カールは教育を重視し、特に僧侶教育に力を入れ修道院学校や聖堂学校を建設するとともに、古典古代の学芸に属する書物の収集および書写を大規模に行った。カロリング小文字体が基準の書体として採用され、王国全体で使用されるようになった。
「8世紀末から9世紀始めにかけて見られた古典の復興は、ローマの遺産の継承にとっても重大で決定的な段階をなしたものであるが、この背景には再興したローマ帝国があった。エルベ川エブロ川まで、そしてカレーからローマまで及んだこの帝国は、軍事的経済的才略に加えてローマ教会からの祝福をも獲得したひとりの皇帝の威厳ある人格のおかげで、一時的にだが政治的かつ宗教的な統一体へとまとめあげられた。カール大帝（768-814）の政治的手腕は彼の後継者たちにまで引き継がれなかったが、彼のおかげで促進された文化運動は9世紀においてもその勢いを保ち、10世紀まで続いた」（レイノルズ/ウィルソン）。

### カールの戴冠

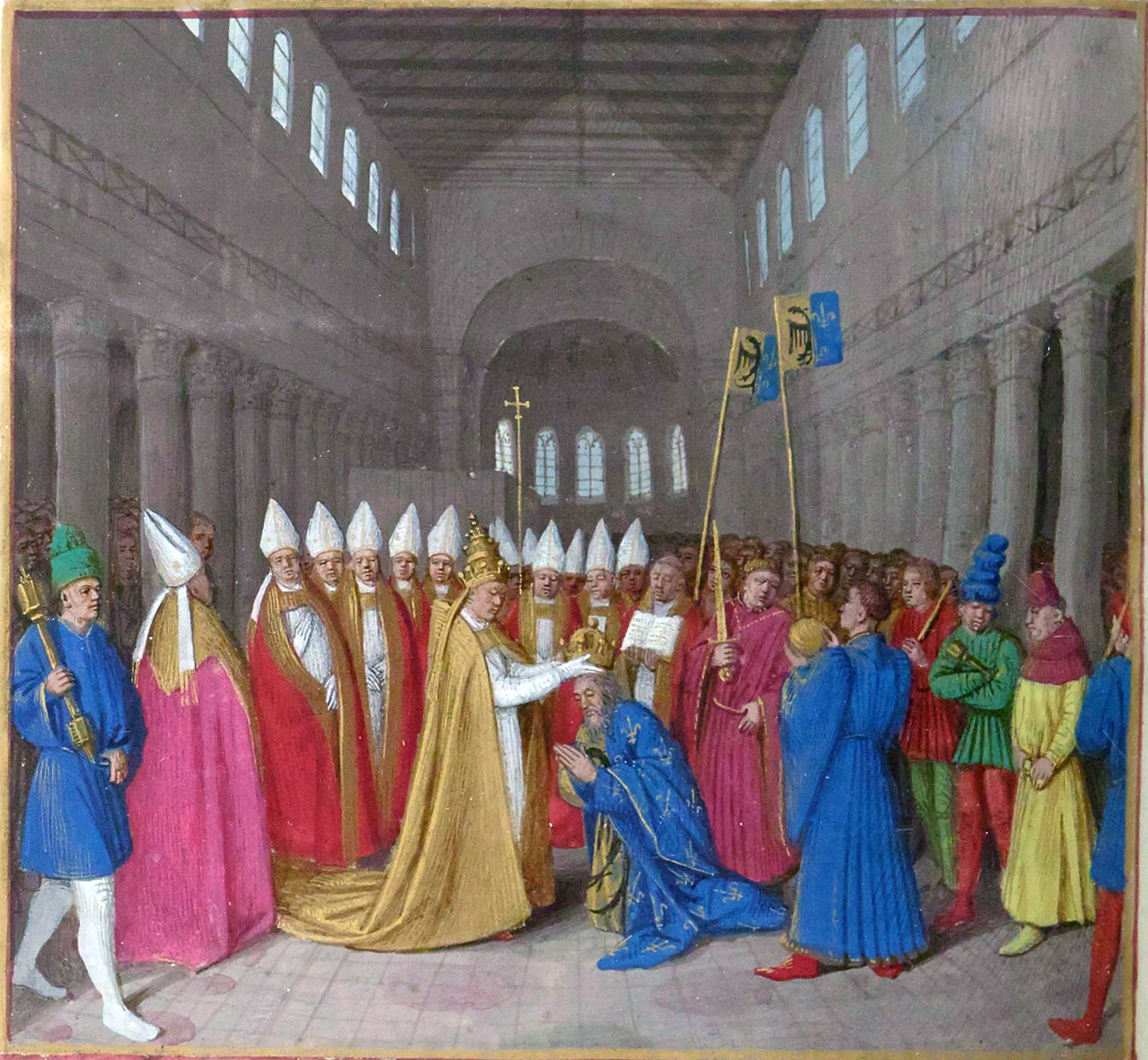
ジャン・フーケ「カールの戴冠」
（1455年-1460年）

797年、東ローマ帝国でエイレーネーが皇帝コンスタンティノス6世を追放し、史上初めての女帝を名乗った。この女帝即位は帝国の西部では僭称として認められず、東ローマ皇帝位は空位の状態であるとみなされた。
800年11月、カールはバチカンのサン・ピエトロ大聖堂でのクリスマス・ミサに列席するため、長男カール（少年王）、高位の聖職者、伯、兵士達からなる大随行団をしたがえ、イタリアへ向かって5度目のアルプス越えをおこなった。ローマから約15kmのところでカールはローマ教皇レオ3世より直々の出迎えをうけた。そして、サン・ピエトロ大聖堂まで旗のひるがえる行列の真ん中で馬上にあって群衆の歓呼を浴びつつ進むと、レオ3世はカールを大聖堂の中へ導いた。
800年12月25日の午前中のミサで、ペトロの墓にぬかずき、身を起こしたカールにレオ3世は「ローマ皇帝」としての帝冠を授けた。この時、周囲の者は皆「気高きカール、神によって加冠され、偉大で平和的なるローマ人の皇帝万歳」と叫んだという。これ以後、カールは自らの公文書において、それまで用いていた「ローマ人のパトリキウス」の称号を改め、「ローマ帝国を統べる皇帝」と署名するようになった。ドイツでは、この出来事を神聖ローマ帝国の誕生として扱い、カールは初代神聖ローマ皇帝カール1世と呼ばれる。
この戴冠については当時カールに仕えていたアインハルトが、レオ3世とカールとの間には認識の差があったとして「もし、前もって戴冠があることを知っていたら、サン・ピエトロ大聖堂のミサには出席しなかっただろう」というカールの言葉を伝えているが、現在の歴史学においてこれは事実とは考えられていない。少なくともカールは自身の戴冠については事前に知っており、また皇帝への就任にも意欲的であったろうことがいくつもの研究によって示されている。レオ3世は前年の799年に反対派に襲われ、カールの下に逃げ込んだことがあった。カールの戴冠はレオ3世を助けたことへの報酬でもあり、教皇権の優位の確認でもあり、東ローマ帝国への対抗措置でもあったのである。
カールがローマ皇帝に戴冠されると、コンスタンティノポリスの皇帝はカールの戴冠を皇帝称号の僭称であると見なし、西方の帝位を主張するには東ローマ皇帝の承認が必要であると強硬に反発した。それは西欧世界においても伝統的な認識であったが、そもそも当時の東ローマ皇帝は女帝であるが故に帝国の西部では正当な皇帝であるとみなされていなかった。
カールは自らの皇帝称号を帝国東方でも承認させるために東ローマ帝国の宮廷へ使者を送った。東ローマ帝国の女帝エイレーネーからはエイレーネーとカールによる東西ローマ帝国を統一するための結婚が提案され、この申し出にカールも乗り気であったが、まもなくエイレーネーがクーデターによって失脚したため、この縁談は実現することがなかった。東ローマ帝国は当初カールの皇帝権を容易に承認しようとはしなかったが、エイレーネーの死後の812年にようやく両者の間で妥協が成立し、東ローマ皇帝ミカエル1世はカールの帝位を認め、代わりにカールは南イタリアの一部と商業の盛んなヴェネツィアを東ローマ領として譲り渡すことを承認した。ただ、この時にも東ローマ側としては「ローマ人の皇帝」はコンスタンティノポリスの東ローマ皇帝のみであるとしており、カールには「ローマ人の皇帝」ではなく「フランクの皇帝」としての地位しか認めていない。これは後の第一次ブルガリア帝国の皇帝シメオン1世などに対しても同様である。
西欧的立場から見るならば、これまでは地中海世界で唯一の皇帝であった東ローマ皇帝に対し、西ヨーロッパのゲルマン社会からも皇帝が誕生したことは大きな意味を持っており、ローマ教会と西欧は東ローマ皇帝の宗主権下からの政治的、精神的独立を果たしたと評価されている。このことは西欧の政治統合とともに、ローマ、ゲルマン、キリスト教の三要素からなる一つの文化圏の成立を象徴することでもあり、また世俗権力と教権の二つの中心が並立する独自の世界の成立でもあった。

### 最期・列聖

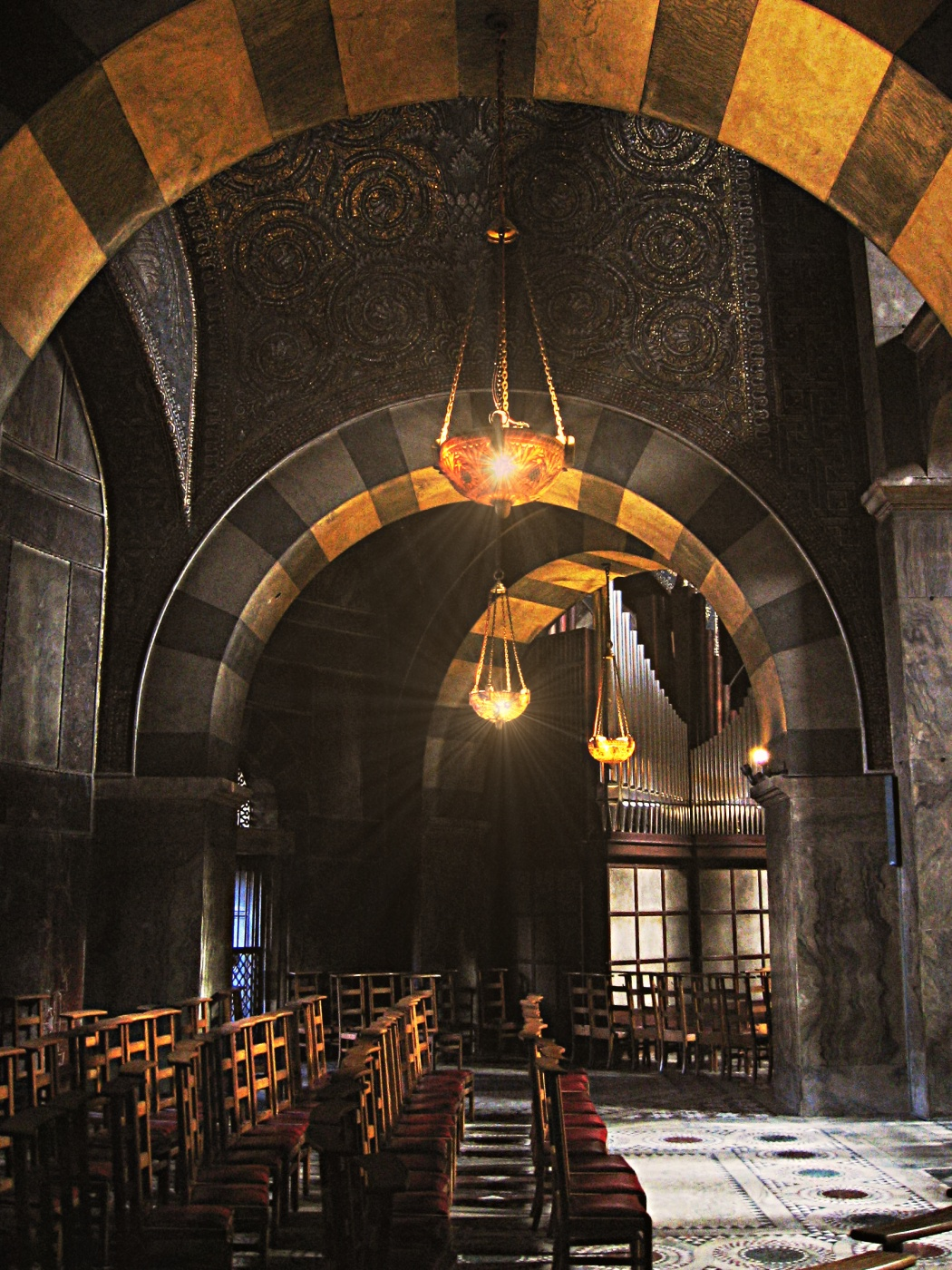
アーヘンの宮廷礼拝堂

カールは「兄弟間の連帯による統一というフランク的な王国相続の原理」に従い、806年に「国王分割令」（ディヴィシオ・レグノールム）を定め、嫡男のカール若王・次男のランゴバルド分国王ピピン・末子のアクイタニア分国王ルートヴィヒを後継者とした。しかし、810年にピピンが、翌811年にはカール若王が父に先立って没したため、813年に残ったルートヴィヒを共同皇帝とし、翌814年1月28日、アーヘンにおいて71歳で崩御した。遺体はその日のうちにアーヘン大聖堂に埋葬された。
カールの列聖については、以下のような事情がある。「フリードリヒ（フリードリヒ1世・バルバロッサ）はアーヘンに赴き、1165年12月29日、心酔する偉大なる皇帝カール大帝を、パスカリス（対立教皇）がとりしきる荘重な儀式により聖者の列に加えた。アレクサンダー（教皇）はこれに反対した。その理由の一つは、聖別が敵によって行われたこと、他の理由は、新たに聖者に列したカールが行ったキリスト教の布教が、キリスト教的でないということだった。しかし、カールは数世紀後においてなお尊敬に値する人物であるという点が、すべての抗議を押し退けた。教皇たちでさえ、そのおかげを被っている人物に反対の立場を取り続けることができなかったのである」。後に、カール大帝への崇敬はアーヘン司教区とオスナブリュック司教区では ≫beatus≪として許された（≫gestattet, nicht anerkannt≪）。フリードリヒ2世 は中世金細工工芸の傑作（Meisterwerk der mittelalterlichen Goldschmiedekunst）として有名な聖遺物容器「カールのシュライン」（Karlsschrein）を造らせ、1215年アーヘン宮廷礼拝堂（Aachener Pfalzkapelle）におけるドイツ王戴冠式に際して、自らそのシュラインの中にカール大帝の遺骨を納めたと言われている 。

## 人物・人物像
カールに招聘された学者で伝記作者でもあったアインハルトによれば、小太りの長身（約195cm）でふさふさとした銀髪をもち、声は少し甲高かったという。馬術、狩猟、水泳などに長じており、特に水泳はアーヘンの宮廷に大きな温泉プールを設けるほど愛好したが、誰もカールの右に出るものはいなかったほどであった。プールでは一族や従臣とともに泳いだが、その数は100人に達することもあったという。焼いた肉が大好物であったが、酔っぱらいが嫌いで酒はあまり飲まなかったという。

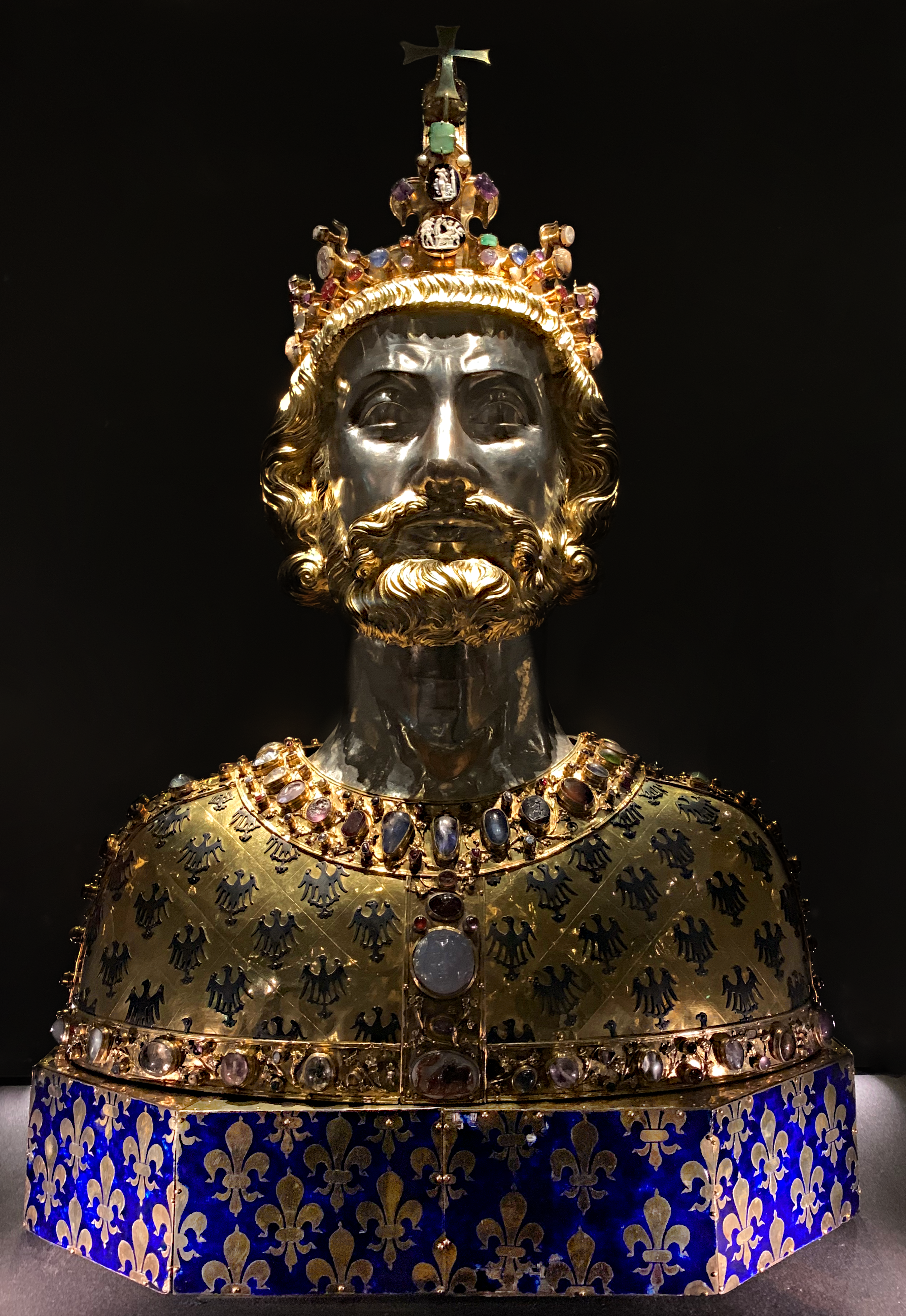
カール大帝の金の胸像（アーヘン大聖堂宝物館、1349年以降）

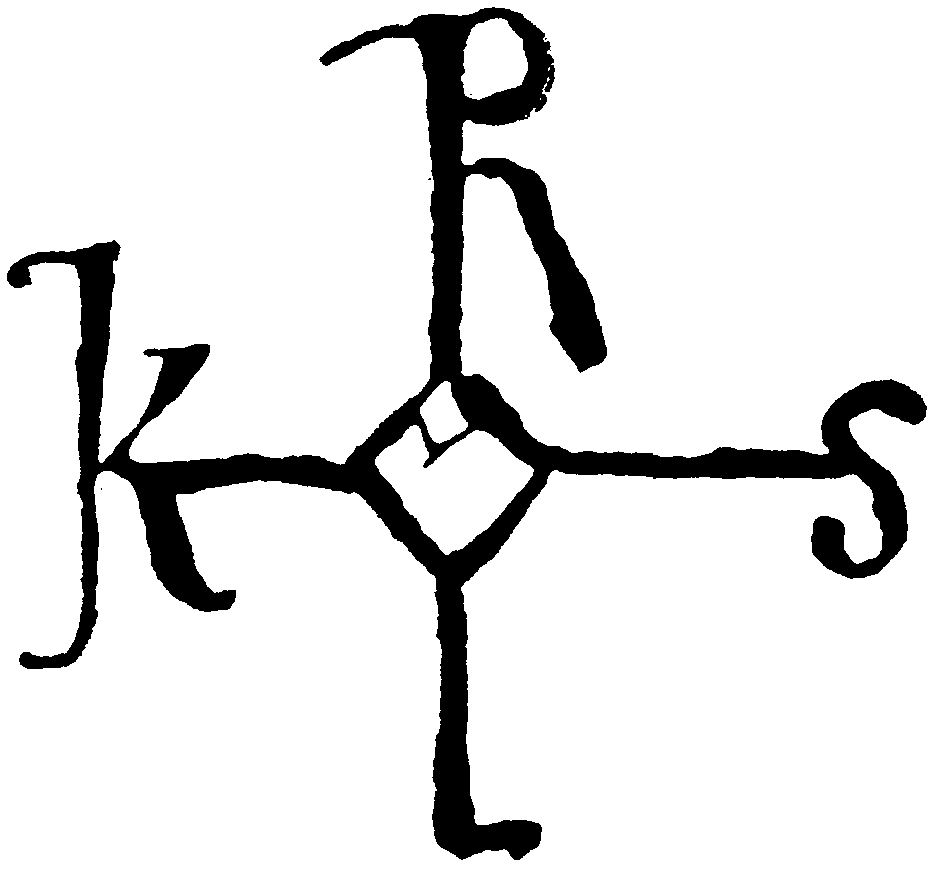
カールのサイン

また、文字の読み書きはできなかったという。カールはしばしば"KAROLUS"の7文字を組み合わせて署名したが、自身では中央の菱形だけしか書いていないといわれる。ただし、夜な夜な石板に手習いをしたエピソードは有名で、ラテン語は自由に話せるほどに熟達し、ギリシア語も聞いてわかる程度にはなった。食事中は好んで歴史書を読ませたが神学者アウグスティヌスの著作も好み、『神の国』は何度も読ませたという。
服装は簡素で、麻の下着と絹のふちどりをしたチョッキとズボンでできたスーツがお気に入りで、スーツの上に革製のゲートルをつけ、靴をはくという機能的なスタイルを好んだ。儀式のとき以外はローマ風の正装は好まなかったといわれる。
カールの言葉に
- 「平和なくして、神を喜ばせることはできない」
- 「余の務めは、聖なるキリストの教会を作ること」

がある。
カールとルートヴィヒは動物飼育に熱中したという記録が残っている。797年にはアッバース朝のハールーン・アッ＝ラシードからアブル＝アッバースという名のゾウ1頭と何匹かのサルを贈与され、9世紀初頭にはアフリカのイスラム政権アグラブ朝から、ライオンとクマを贈られている。宮廷付属庭園には、これら珍獣とともにヨーロッパ産のシカ、ノロジカ、ダマジカなどの哺乳動物や、クジャク、キジ、キジバト、ヤマウズラ、カモなどの鳥類が集められていた。
また、カールはフランスのトランプではハートのキングのモデルとされている。
中世ラテン語文学において、カールはアルクィンをはじめ多くの学者・詩人によって賛美された。それらの作品においては、カールのランンゴバルド征服、対ザクセン戦争、バイエルン公タッシロ制圧等の軍功、キリスト教信仰、芸術保護、アーヘン市の建設などが称揚された。
中世フランス文学においては、「対サラセン人の、時には対サクソン人（『サクソン人の歌』≫Les Saisnes≪）の戦争におけるシャルルマーニュの武勲を物語る」詩群が生まれた。これは「王の詩群」（≫Cycle du roi≪）と呼ばれ、『ローランの歌』（≫Chanson de Roland≪）、『シャルルマーニュの巡礼』（≫Pèlerinage de Charlemagne≪）、『アスプルモンの歌』（≫Chanson d’Aspremont≪）などから構成されていた。「『シャルルマーニュの巡礼』は喜劇的な調子を添えてはいるが、だからといって護教論的な意図を棄てているわけではない。すなわち、シャルルを中心に集まったフランク人たちが向こうみずな≪法螺≫を実際に遂行しえたのも神の加護があったからである」。
中世ドイツ文学においてもカール大帝とその家臣をめぐる作品が生まれたが、それらはフランスの武勲詩の翻案といってよいものであったが、宗教性の色が濃く出るものとなった。コンラート師『ローラントの歌』（Das Rolandslied des Pfaffen Konrad）は、フランス武勲詩の傑作『ローランの歌』の翻案であるが、作品冒頭で作者は、「如何にしてあの優れた男子が神の国を勝ち得たか（を書くのだ）。あれとは、まさにカール帝のことである。皇帝は神の御前にいる。なんとなれば、皇帝は神と共に多くの異教の国々を征服し、キリスト教徒の名誉を高めたためである」と、ローラン中心の物語をカール中心の物語に変えている。ヴォルフラム・フォン・エッシェンバッハの『ヴィレハルム』（≫Willehalm≪）は、フランスの「ギヨーム・ドランジュの詩群」（Cycle de Guillaume d’Orange）に属する武勲詩『アリスカン』（≫Aliscans≪）を基にした作品である。この物語の主人公は、カール大帝の後継者ルートヴィヒ1世・敬虔王の重臣ヴィレハルムである。南フランスに辺境伯として居城を構える彼は侵入してきた異教徒勢にいったん敗れると、救援を求めてルートヴィヒ1世の許に赴く。ヴィレハルムとその一族はルートヴィヒ王に帝国軍の派遣を訴えるのに際し、「カール皇帝の勇気を相続し、ご先祖から受け継がれた名誉を汚さないでいただきたい」（182詩節）と盛んにカールの名前を持ち出す。帝国軍の指揮官として指名され異教徒へのリベンジを果たす主人公は、カール大帝の精神を受け継ぐ勇者として描かれている。
カール大帝をめぐる伝説の数は多い。グリム兄弟 『ドイツ伝説集』458番「アーヘンに近い湖の指輪」と459番「皇帝と蛇」は、カールと都市アーヘンとの深い関係について語り、455番「フランクフルト市建設」は市名の由来をカール軍との関わりから説き、544番「白鳥の騎士」と545番「優れたゲルハルト・シュヴァーン」では、大帝が白鳥の騎士伝説に結びつけられている。444番「カールのハンガリーからの帰還」は、 長期の外征中窮地に陥った妃を救うために3日でハンガリーからアーヘンに戻った様を語っている。22番「ニュルンベルクのカール皇帝」は、皇帝は同市の深井戸にいると語られ、28番「ウンタースベルクのカール皇帝」では、皇帝は王笏を手に王冠を戴く姿のまま山中にいるとされている。26番「カール皇帝の出発」ではカール大帝は全軍とともにオーデンベルク山中にいて、戦争が勃発する前になると、山が開き、皇帝はそこから出て角笛を吹き、他の山に移動すると伝えている。481番「カールの墓所を訪れたオットー3世」では、生きているかのような姿のカールをオットーが見たとされている。460番「カール王」は非常に長い伝説で、カールがローマ皇帝となり諸国を平定した過程とその死を物語っているが、協力した教皇レオをカールの兄弟としているのがユニークである。カールをめぐる伝説に現れる多数のモチーフの少なからぬ部分は他の皇帝・王の伝説にも見られるが、カールの場合、そのモチーフの多彩さは他の追随を許さないと言えようか。

## 学説

### カール大帝の戴冠
カール大帝の戴冠は、ヨーロッパ中世世界を決定づけたが、以下のような説がある。
- 尚樹啓太郎によれば[57]、780年に即位したコンスタンディノス6世は10歳という幼さであったため、母后イリニが政治を後見した。コンスタンディノス6世は成長するにつれ、イリニとそれを補佐する宦官たちと対立するようになり、とくにイコン崇拝を巡ってはイリニがイコン擁護派であったのに対し、コンスタンディノス6世はイコン破壊派と結びつくようになった。最終的に796年、イリニが近衛軍を掌握してクーデタを起こして797年コンスタンディノス6世を追放し、イリニは帝国を一人で統治するようになった。西方では、カロリング朝が領土を拡大し影響力を増した。また教皇はこのころローマ市生まれの人物がつくことが多くなり、東方で盛んであったイコン破壊運動にも不満を持っていたので徐々にビザンツ帝国に距離を置いた。教皇レオ3世はコンスタンディノス6世が追放されて以後はローマの皇帝位は空白であると考え、800年のクリスマスの日にローマを訪れていたカール大帝に皇帝位を授けた。カール大帝はこの戴冠にあまり乗り気ではなかった。カール大帝はビザンツ帝国の承認を得ようとし、必要であればイリニとの結婚さえ提案するつもりであった。このときの状況はかつてローマ帝国の皇帝が東西に分立していた時とは異なっていた。ローマ教皇もビザンツ皇帝も、皇帝と教会は一つであるべきだと考えていたから、カール大帝が西ローマ皇帝位の承認を求めても拒絶に遭うだけであった。ビザンツ皇帝はカール大帝を「皇帝」と認めても、「ローマ人の皇帝」とは認めなかったし、カール大帝も「ローマ人の皇帝」とは名乗らなかった。
- ハンス・シュルツェ（ドイツ語版）によれば[58]、カール大帝の王国が西ヨーロッパで支配的な影響力をもつようになるにつれ、ローマ教皇も自身の宗教的権威の後ろ盾となる政治権力の必要性から頼みとするようになった。カール大帝自身も自分の地位の上昇に明確な意識を持っていた。教皇レオ3世が反対派から暴行を受け、幽閉された先からカール大帝の宮廷に逃れてきたとき、カール大帝には「教皇の問題」に関わるべき権限が本来ないはずであったが、彼はレオ3世と反対派の陳述を聞いて判決を下した。800年のクリスマスにカール大帝の戴冠がおこなわれた。儀式はビザンツ帝国を意識したものであったが、ビザンツでの戴冠が「戴冠→民衆による歓呼→総主教による聖別」という順番であったのに対し、「教皇による戴冠→民衆による歓呼」という順番でおこない、意図的に教皇の役割を高めたものであった。カール大帝は東方のビザンツ皇帝、女帝イレーネに対しては彼女が女性であり、息子である前皇帝を盲目にして追放したという理由から、これを帝位請求権を持つ者とは考えていなかった。しかしイレーネにつづくニケフォロス1世とは「共存関係」を結ぼうとした。カール大帝はかつてのローマ帝国の東西分割に範をとって、自身の帝国を「西帝国」と呼んだ。
- ピレンヌによれば[59]、ローマ教皇ハドリアヌス1世が死んだ頃には、カール大帝の意識の中に「キリスト教の保護者」という考えを見ることができる。カール大帝は教皇レオ3世にあてた書簡で自身を「全キリスト教徒の支配者にして父、国王にして聖職者、首長にして嚮導者である」と述べている。800年の戴冠によって成立した皇帝は二重の意味でかつての西ローマ皇帝の再現ではなかった。まず教皇はカトリック教会の皇帝としてカール大帝を戴冠させた。教皇はカール大帝に帝冠を与えたのがローマの市民ではなく教皇であるということを示し、さらにその皇帝は世俗的な意味合いが全くなかった。教皇はすでにあるカールの帝国に聖別を施したというべきである。なぜならカール大帝の即位によって何らかの帝国組織、帝国制度が創出されたわけではないからである。次にカール大帝の帝国はかつての西ローマ帝国のように地中海に重心をもつのではなく、その重心は北方にあった。カール大帝は自らの称号で「ローマ人の皇帝」とは名乗らなかった。彼は「ローマ帝国の統治者」と述べたのであり、つづく「フランク人およびランゴバルド人の王」というのがより現実的な支配領域を指していた。カール大帝の帝国の中心はローマではなくて、アーヘンであった。ピレンヌによれば、カール大帝の皇帝戴冠は彼がフランク国王としてキリスト教の守護者を任じていたということであり、これは西ヨーロッパが地中海中心の世界から内陸世界へと移行していく過程の必然の結果であった。
- 渡辺治雄は[60]、ビザンツ帝国の女帝イレーネ即位という偶然的事象を重視し、カール大帝は皇帝になることは全く考えていなかったが、聖職者たちが女帝の支配は違法であり、ビザンツ帝国では帝位が消滅しているという理由から、カール大帝に皇帝即位を積極的に薦めた。教会主導でおこなわれた800年の戴冠以後は「西ローマ帝国の復興」という理解が一般化した。802年に女帝イレーネが追われてニケフォロス1世が登極してからは皇帝空位論は成り立ちえず、カール大帝の皇帝即位はビザンツ帝国の政情に依存するところが大きかったとした。
- 瀬戸一夫は[43]、戴冠は状況的かつ偶然的な出来事であったとする。教皇の目論見はビザンツ帝国の政治的圧力の回避にあり、フランク族の影響力を用いて当時混乱していたコンスタンティノープルの政局を遠隔操作することにあった。シャルルマーニュの目的はビザンツ帝国と同格かつ独自の「王国＝教会」共同体をラテン地域に打ち立てることであった。両者の間にはしたがって一定程度の隔たりがあったのだが、レオ3世の不安定な地位が問題を棚上げして、一方的に帝冠の授与を行った。教皇の政治判断は理念的にも現実的にも破綻していたが、これが成功したのには当時のビザンツ政権が基盤が貧弱な女帝イレーネーによっていたことも大きく寄与した。彼女は反対派の攻勢に晒されており、そのため対外的に親フランク的な政策をとった。イレーネーはシャルルマーニュとの婚姻にも好意的で、シャルルマーニュもこれには乗り気であった。しかしこれは一時の政治状況から成り立ったのであって、それが過ぎれば二帝問題・聖俗二元統治の実際上の問題などいろいろな矛盾を事後的に正当化する必要が生じた。つまり計画的なものであったとは考えられず、戴冠は必然的ではなかったが、戴冠は教皇という宗教的権威が「ローマ人の皇帝」を創造するといった永続的な宗教的政治的意味を後世にもたらした。

### ピレンヌ・テーゼ
ベルギーの歴史家アンリ・ピレンヌは、「マホメットなくしてカールなし」というテーゼを唱えている。これは、西ヨーロッパと呼ばれる地域の成立、つまり古代世界から中世初期の世界への移行について、ムスリム勢力による地中海沿岸の征服により、商業地域として閉ざされたことによって、古代の経済生活や古代文化の名残の多くが消滅したという指摘であった。すなわち、中世ヨーロッパ世界の成立は、ムハンマド（マホメット）を嚆矢とする8世紀のイスラム勢力による地中海制覇の結果であり、東ローマ帝国とも対立することで西ヨーロッパに閉ざされた世界が現れたとして、古代地中海文化と中世文化の断絶を強調しているのである。この学説は歴史学会に大きな衝撃を与え、賛否両論が巻き起こったが、いまだその正否については結論が出たとはいえない。

## 家族
家庭生活では5回結婚し、そのうえ4人の第二夫人がいた。生まれた子は約20人。カールは容易に娘たちの結婚を承諾しなかったため、娘たちは勝手に結婚したりしてスキャンダルを引き起こしたりしている。
一説によればカール大帝が娘を寵愛し、娘たちと近親相姦の関係があったからという説もある。また妹ギゼラ（ジゼル）とも関係を持ち、勇将ローランはカール大帝と妹の近親相姦で生まれたという伝説が中世において流布した。もっとも、妹ギゼラ（757年生まれ）はChelles修道院の院長になり、彼女のもとで同修道院は文化的頂点に達した。彼女は有名な神学者アルクインと文通をしていたが、アルクインは彼女とその姪Rodtrutに自著「ヨハネによる福音書への注解」を献呈している。
最初の妻はヒミルトルーデ（素性未詳）、770年に離婚。
- アモードル（768年 - ?）
- ピピン（フランス語版、英語版）（770年頃 - 811年） - 謀反、プリュム修道院に幽閉。

770年12月25日、ランゴバルド王デシデリウスの娘デジデリアと結婚、771年に離婚。子供はいない。
771年、アレマニア大公家の血を引くヒルデガルド（783年没、ゲロルト1世・フォン・フィンツガウの娘）と結婚。
- カール（771年頃 - 811年12月） - フランク王（800年 - 811年）
- アデルハイト（774年 - 774年）
- ロトルート（775年 - 810年6月） - ビザンツ皇帝コンスタンティノス6世と婚約（のち解消）。メーヌ伯ロリコと事実上の結婚、サン＝ドニ修道院長ルイをもうけた[66]。
- ピピン（カールマン）（777年 - 810年7月） - イタリア王（781年 - 810年）
- ルイ（ルートヴィヒ）（778年 - 840年） - アキタニア王（781年 - 814年）、ローマ皇帝
- ロタール（778年 - 779年/780年） - ルイと双子、早世。
- ベルト（779年 - 826年） - カールの側近アンギルベルトと結婚、二子をもうけた[66]。
- ギゼラ（781年 - 808年）
- ヒルデガルド（782年 - 783年）

784年、チューリンゲン大公家に連なる伯ラドゥルフの娘ファストラダ（794年没）と結婚。
- テオドラーダ（784年生） - アルジャントゥイユ修道院長
- ヒルトルート（787年生）

794年、ズントガウ伯ルイトフリト2世の娘ルイトガルド（800年没）と結婚。子供はいない。
妾ゲルスヴィンデとの間に娘が1人いる。
- アダルトルート（774年生）

妾マデルガルトとの間に娘が1人いる。
- ルオトハイト（775年 - 810年） - ファルムティエ修道院長

妾アマルトルートとの間に娘が1人いる。
- アルパイダ（794年生）

妾レジナとの間に息子が2人いる。
- ドロゴ（801年 - 855年） - メッツ司教（823年 - ）、リュクスイユ修道院長
- ユーグ（802年 - 844年） - 帝国書記長

妾エセリンドとの間に息子が2人いる。
- リチボド（805年 - 844年） - サン・リキエ修道院長
- テウデリク（807年生）